# Хайнрих II фон Пирмонт
Хайнрих II фон Пирмонт (на немски: Heinrich II von Pyrmont; † сл. 1363/1390) от рода на графовете на Шваленберг, е граф на Графство Пирмонт.

## Произход
Той е син на граф Готшалк IV фон Пирмонт († 1342) и съпругата му Аделхайд фон Хомбург († 1341), дъщеря на Хайнрих фон Хомбург († сл. 1338) и графиня Агнес фон Мансфелд († сл. 1306), дъщеря на граф Гебхард I фон Мансфелд († ок. 1284) и Ирмгард фон Анхалт († сл. 1303). Брат е на Готшалк V фон Пирмонт († сл. 1355), Херман V фон Пирмонт († сл. 1360), Бодо фон Пирмонт († сл. 1340) и Херман VI фон Пирмонт († сл. 1377).
През 1494 г. чрез наследство графството Пирмонт отива на Шпигелбергите.

## Фамилия
Хайнрих II фон Пирмонт има три сина, които по други източници са синове на брат му Херман V фон Пирмонт († сл. 1360) и Ода († сл. 1360):
- Хайнрих III фон Пирмонт († ок. 1429/1435), граф на Пирмонт, женен пр. 16 март 1418 г. за Хазеке фон Шпигелберг († 22 март 1465), дъщеря на граф Мориц III фон Шпигелберг († 1421) и Валбург фон Вунсторф († 1403)
- Херман VI фон Пирмонт († сл. 1388)
- Бодо фон Пирмонт († сл. 1395), абат на Корвей (1371 – 1395)